# 奧蘭治鎮區 (愛荷華州克林頓縣)
奧蘭治鎮區（英語：Orange Township）是位於美國愛荷華州克林頓縣的一個行政鎮區。

## 地方資料
根據2010年美國人口普查的數據，奧蘭治鎮區的面積為76.47平方千米，當中陸地面積為76.38平方千米，而水域面積為0.09平方千米。當地共有人口1253人，而人口密度為每平方千米16.39人。